# Fluidisation

Principe de la fluidisation : on injecte un gaz ou un liquide qui va, selon la vitesse et la nature de l'écoulement, fournir certaines propriétés fluides au système.

La fluidisation est un processus par lequel une substance granulaire est soumise à un fluide traitant dont la charge va se déposer sur ledit matériau. Ce processus se produit quand un fluide (liquide ou gaz) est passé vers le haut à travers la substance granulaire. Des particules solides sont déposées dans un réacteur (on parle alors de lit fixe) dont le fond poreux a la propriété de laisser passer un fluide (le plus souvent un gaz) avec une trajectoire de bas en haut tout en retenant les particules de poudres (les pores de la grille ont un diamètre inférieur aux diamètres des particules). Avec un débit de gaz croissant passant à travers cette grille la vitesse du gaz augmente et par conséquent les forces de frottement du gaz sur la surface des particules. Lorsque ces frottements créent une force suffisante pour compenser le poids de toutes les particules, ces dernières s'élèvent et vont entrer dans un état dit de fluidisation. On dira aussi que le lit de particule est fluidisé. Si les particules sont portés par le flux de gaz ascendant elles ne sont pas transportés hors du réacteur par celui ci. le centre de gravité de l'ensemble des particules est immobile.  Si la vitesse de fluide augmente nous allons observer un phénomène de bullage: des bulles de gaz vont se former au niveau des pores de la grille présente sur le fond du réacteur ou de la colonne et vont remonter progressivement. Au cours de leur remonté à travers le lit fluidisé, (lors du phénomène de bullage, les conditions sont toujours réunies pour observer la fluidisation du lit de particules) ces bulles de gaz vont coalescer et finir par éclater au niveau supérieur. Si la vitesse du fluide augmente encore on observe un lit fluidisé turbulent (régime plus chaotique) puis un lit fluidisé rapide qui correspond au cas limite de fluidisation, les particules de poudres sont éloignés les unes des autres et sont dispersées dans le gaz (situation inverse à la fluidisation homogène ou bullage où ce sont les particules de gaz qui étaient dispersés dans le lit de particules fluidisé). Enfin si la vitesse du fluide entrant devient trop importante, on sort alors du régime de fluidisation pour se trouver dans le cas d'un simple transport pneumatique. 
On observe donc que le phénomène de fluidisation est lié à la vitesse du fluide. On distingue deux vitesses limites entre lesquelles cette fluidisation peut se mettre en place : la vitesse minimum de fluidisation et la vitesse d'entraînement. Une vitesse inférieure à la vitesse minimum de fluidisation ne créera pas suffisamment de portance pour fluidiser le lit de particules tandis qu'une vitesse de fluide supérieure à la vitesse d'entraînement a pour conséquence de sortir les particules de leur état fluidisé. Elles s'échappent du réacteur par le haut.  
La perte de charge qui représente la chute de pression observée dans le lit de particule (du principalement à des forces de frottement entre le fluide et les particules de poudre) va être caractéristique du phénomène de fluidisation. Dans un premier temps avec l'augmentation de la vitesse du fluide entrant dans le réacteur la perte de charge va augmenter (la différence de pression de part et d'autre du lit de poudre sera de plus en plus grande). Quand le phénomène de fluidisation s'établit, la perte de charge n'évolue plus; elle reste constante quelques soit la vitesse du fluide (à la condition de toujours être dans un état fluidisé). Enfin quand les vitesses deviennent supérieures à la vitesse d'entraînement la perte de charge diminue (échappées des particules de poudre hors du réacteur).  